# Degesch

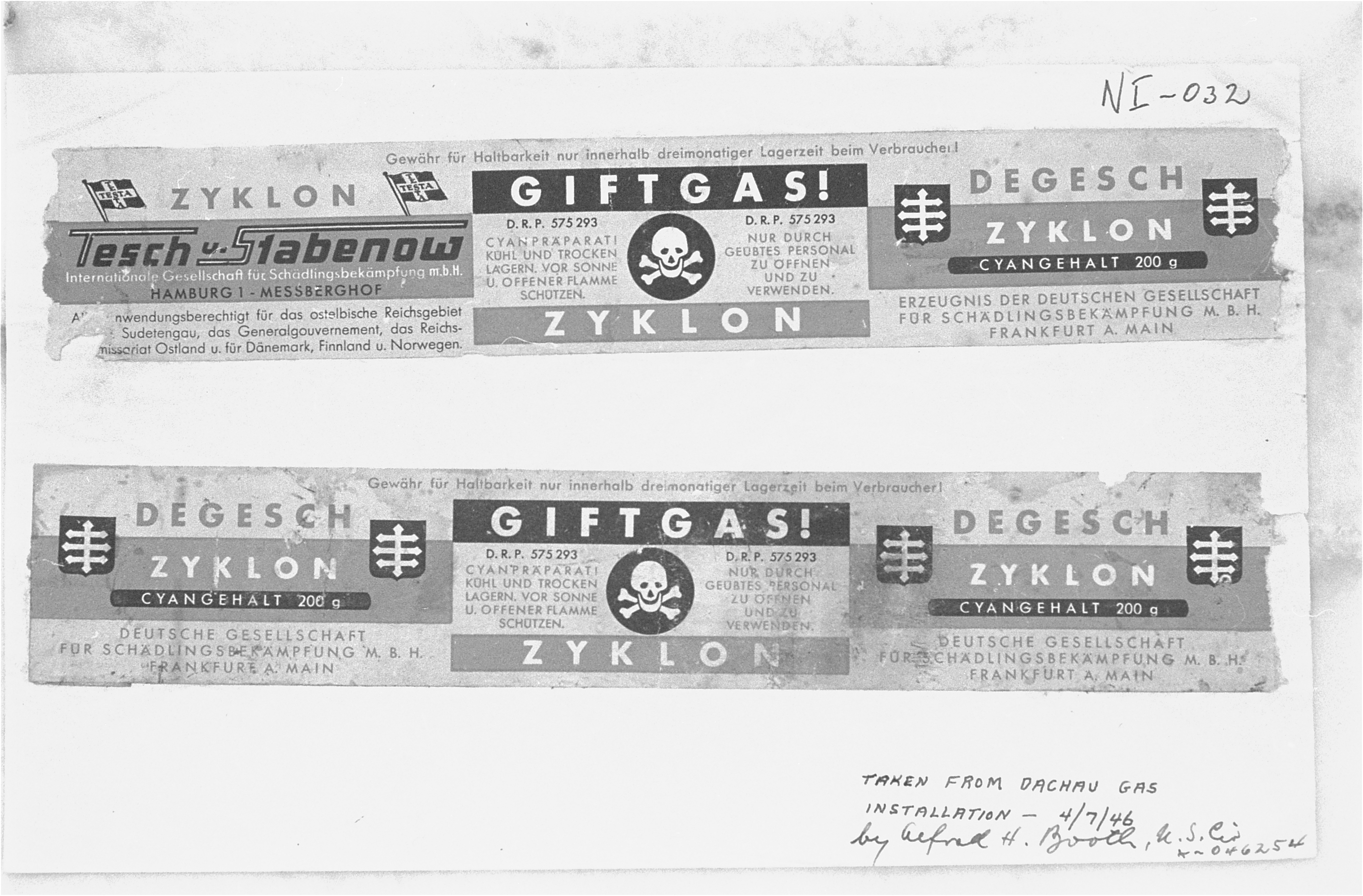
Zyklon B van Degesch

De Deutsche Gesellschaft für Schädlingsbekämpfung mbH, kortweg Degesch, was een Duitse producent van chemische bestrijdingsmiddelen van ongedierte en onkruid. Degesch produceerde het beruchte Zyklon B, een pesticide dat gebruikt werd in de gaskamers van de Duitse concentratiekampen. IG Farben bezat het patent op Zyklon B. Via de firma's Tesch & Stabenow GmbH (Testa) en Heerdt-Linger (Heli), bedrijven waarvan Degesch de meerderheid van de aandelen bezat, leverde Degesch het Zyklon B aan het Duitse leger en de SS.
Degesch was in 1919 opgericht als dochteronderneming van Degussa. Vanaf 1936 waren de aandelen in handen van Degussa, IG Farben (beide 42,5%) en Th. Goldschmidt AG (15%). Na de oorlog zette Degesch zijn productie voort. In 1986 werd het bedrijf verkocht aan de huidige eigenaar, Detia Freyberg GmbH; de huidige naam luidt Detia-Degesch GmbH.

## Strafrechtelijke vervolging
In het IG Farben-proces deed de bedrijfsleider van Degesch, Gerhard Friedrich Peters, als getuige uitspraken waarmee hij zichzelf indirect beschuldigde. Hij werd namelijk tijdens de oorlog door Kurt Gerstein geïnformeerd over de moord op mensen via Zyklon B en hem werd verzocht om het gas te leveren zonder de gebruikelijke en verplichte toevoeging van de waarschuwende geurstoffen.
In 1949 werd Peters daarom wegens betrokkenheid aan moord in Frankfurt veroordeeld tot vijf jaar. In hoger beroep werd de schuld bevestigd en de strafmaat verhoogd naar zes jaar. Peters ging naar de gevangenis. Echter tijdens een nieuw proces in 1955 werd hij vrijgesproken omdat de wet op basis waarvan hij veroordeeld was in augustus 1953 veranderde. Nu kon hij niet meer vervolgd worden wegens betrokkenheid aan moord. Het was, juridisch gezien, niet zeker meer of met de door zijn bedrijf geleverde 3970 kg Zyklon B zonder reukstoffen daadwerkelijk mensen werden omgebracht. Kurt Gerstein bestempelde het Zyklon B gedeeltelijk als bedorven en dit werd niet meer gebruikt voor de moorden.
Ook de voorzitter van het bestuur van Degesch, tussen 1939 en 1945, Hermann Schlosser , beschuldigde zichzelf toen hij als getuige in het proces tegen de bestuurders van IG Farben optrad. Ook hij werd verdacht van betrokkenheid aan moord. Hij werd in februari 1948 gearresteerd, reeds in april 1948 werd hij vrijgesproken. Later werkte hij weer als bestuursvoorzitter.
De eigenaar Bruno Tesch en de bedrijfsleider Karl Weinbacher van Tesch & Stabenow werden door een Brits militair tribunaal ter dood veroordeeld en terechtgesteld.